# Bojana Stamenov
Bojana Stamenov (n. 24 iunie 1986) este o cântăreață sârbă care a reprezentat Serbia la Concursul Muzical Eurovision 2015 cu piesa „Beauty Never Lies”. Ea participă și la spectacole pentru copii organizate în Teatrul Boško Buha din Belgrad.

## Discografie
| An   | Titlu                                                                      | Album       |
| ---- | -------------------------------------------------------------------------- | ----------- |
| 2011 | "Ludi i mladi" (Aleksa Jelić feat. Bojana Stamenov)                        | Javna tajna |
| 2012 | "I Feel Free " (Imnul Foam Fest 2012) (Deejay Playa feat. Bojana Stamenov) | —           |
| 2012 | "Spinnin' (Mix Original)" (Pookie feat. Bojana Stamenov)                   | —           |
| 2013 | "There's No Need to Be Shy" (Pookie feat. Bojana Stamenov)                 | —           |
| 2015 | "Ceo svet je moj / Beauty Never Lies"                                      | —           |